# Marie-Hélène Aubert
Pour les articles homonymes, voir Aubert.
Marie-Hélène Aubert, née le 16 novembre 1955 à Nantes (Loire-Inférieure), est une femme politique française écologiste, membre des Verts de 1990 à 2008, d'Europe Écologie Les Verts puis du Parti socialiste en 2011.

## Études et profession
Elle effectue ses études à l'université de Tours, où elle obtient une maîtrise d'anglais.
Reçue au CAPES de lettres modernes en 1979, elle devient professeur de français, puis professeur documentaliste en 1984.
Elle est également titulaire d'un master en études du développement, spécialité développement agricole et politiques économiques, à l'Institut d'études du développement de la Sorbonne, en 2009.

## Parcours politique

### Les Verts
Conseillère régionale du Centre de 1992 à 1998 et députée de la 4e circonscription d'Eure-et-Loir de 1997 à 2002, elle est vice-présidente de l'Assemblée nationale de 2001 à 2002, membre de la Commission des Affaires étrangères. Elle est l'auteur notamment du rapport « Les OGM, pour quoi faire ? » (2000), et rapportrice du Protocole de Kyoto lors de sa ratification à l’Assemblée nationale.
Le 13 juin 2004, elle conduisait la liste des Verts dans la circonscription Ouest et, à ce titre, a été élue au Parlement européen.

### Europe Écologie Les Verts
Elle démissionne des Verts en juillet 2008. Elle explique sa démission en invoquant « la paralysie et le manque de visibilité des Verts qui ne sont plus le parti « bosseur et imaginatif, convivial, cohérent et dynamique, résolument européen et planétaire, fer de lance politique du formidable projet écologiste » qu'elle souhaitait.
Elle fait partie de l'équipe fondatrice de l’Association internationale pour une agriculture écologiquement intensive (AEI), présidée par Michel Griffon, dont elle est déléguée générale en 2010, au sein de l'ESA d'Angers.
Politiquement proche de Daniel Cohn-Bendit, Marie-Hélène Aubert ne rompt pas complètement avec les écologistes puisqu'elle adhère à Europe Écologie Les Verts, et se présente sous cette étiquette aux élections cantonales de Cholet-2 en 2011 où elle obtient 16,9 % des voix.

### Parti socialiste
Pour l'élection présidentielle de 2012, elle rejoint l'équipe de campagne de François Hollande dont elle anime le pôle « environnement, développement durable, énergie ». Le 22 mai 2012, elle rejoint son cabinet à l’Élysée et la cellule diplomatique, en tant que conseillère pour les négociations internationales climat et environnement du président de la République.
En mai 2016, elle est nommée inspectrice générale de l'administration du développement durable.
En janvier 2019, elle met fin à son mandat de membre de la formation d'autorité environnementale du Conseil général de l'environnement et du développement durable.

## Distinction
- Chevalier de la Légion d'honneur en 2019[13]